# Goera recta
Goera recta är en nattsländeart som beskrevs av Yang och Morse 1997. Goera recta ingår i släktet Goera och familjen grusrörsnattsländor. Inga underarter finns listade i Catalogue of Life.